# Teresa de la Cruz Candamo
Pour les articles homonymes, voir Candamo (homonymie).
Teresa de la Cruz Candamo, née le 19 août 1875 à Lima au Pérou, morte le 24 août 1953 à Lima, est une religieuse péruvienne, fondatrice en 1919 de l'ordre des Chanoinesses de la Croix (Canonesas de la Cruz). Réputée pour sa piété et sa charité, elle est reconnue vénérable par le pape Benoît XVI en 2009.

## Biographie

### Jeunesse, formation
Teresa Candamo y Àlvarez-Calderón naît à Lima au Pérou le 19 août 1875,,. Elle est la fille de Manuel Candamo Iriarte (1841-1904), homme d'État péruvien, président de la République à deux reprises, et de Teresa Álvarez-Calderón de Candamo, elle aussi d'une famille réputée de Lima. Elle est d'une famille de six enfants, tous élevés avec attention, surtout dans le respect des vertus chrétiennes.
Pendant son enfance dans la ville de Piura, dans le nord du Pérou, a lieu la guerre du Pacifique de 1879 à 1884 contre le Chili. Son père, délégué du gouvernement, est prisonnier de guerre. Sa première éducation est dispensée à domicile, par un professeur chilien puis par une française. Elle reçoit la première communion le 1er janvier 1887, dans l'église de Santa Teresa à Lima. Teresa Candamo entre en 1889 comme pensionnaire au collège San Pedro tenu par des religieuses de la Société du Sacré-Cœur de Jésus. Elle y cultive ses dons artistiques et littéraires, et consolide sa formation chrétienne en participant aux associations comme les Filles de Marie. Après la fin de sa scolarité, elle participe à la vie mondaine comme ses frères et sœurs, et passe chaque été entre bains de mer et promenades entre amis. Teresa est alors décrite comme vive et gaie, aimer taquiner mais sans malveillance ; elle aime aller aux fêtes, mais ressent un vide et se demande « est-ce qu'il n'y a pas plus ? ».

### Vocation religieuse
À cette époque, la formation religieuse est insuffisante au Pérou, le clergé se raréfie et il y a peu de congrégations religieuses. Une partie du clergé de la capitale se sécularise pour participer à la vie politique de la République naissante. Teresa Candamo ressent alors l'appel à « servir l'Église par quelque chose à sa portée ».
Son père, Manuel Candamo Iriarte, est élu président de la République en 1903. Mais il est atteint l'année suivante d'une grave infirmité et meurt le 7 mai 1904 à Arequipa. La famille, dûrement éprouvée, part en 1905 pour l'Europe.
Ce voyage marque une étape importante pour la vocation de Teresa Candamo. Avec sa famille, elle se rend d'abord en France, à Paris ; ensuite en Suisse, puis en Italie avec Florence, Rome et Gênes. Ils vont ensuite à Lourdes, de nouveau en Italie à San Remo, puis ils prennent le chemin du retour en passant par Nice, Genève et Paris. C'est à Paris, devant le tabernacle dans l'église Saint-Pierre-de-Chaillot, que Teresa Candamo dit avoir ressenti un appel très fort : « j'ai eu pour la première fois la connaissance absolument claire que le Seigneur me demandait mon amour pour lui ». Elle lit le livre du Père Tissot, la Vie intérieure, qui lui fait une profonde impression et inspirera plus tard des cours qu'elle donnera à ses religieuses sur l'ascèse. D'autres rencontres, notamment à Rome avec le pape Pie X, renforcent sa vocation naissante.

### Fondation des chanoinesses de la Croix
Elle rentre au Pérou en 1907, et se consacre au catéchisme en paroisse. Son père spirituel est un chanoine régulier, le P. Cipriano Casimiro. Elle lui fait part de son idée, qui est de fonder une congrégation religieuse féminine qui serait inspirée du mode de vie des chanoines réguliers, et qui serait consacrée au travail en paroisse.
Avec l'aide de sa sœur María, qui est présidente et membre du conseil de plusieurs associations caritatives, elle réunit plusieurs femmes animées du même esprit, pour réaliser diverses œuvres catéchétiques. Elles bénéficient aussi de l'appui du P. Luis Tezza de los Camilos. Plusieurs requêtes pour créer un nouvel ordre religieux sont émises auprès du nonce apostolique, mais elles sont d'abord refusées.
C'est grâce à l'arrivée en 1917 d'un nouveau nonce, Lorenzo Lauri, futur cardinal, que l'autorisation attendue est finalement accordée. La nouvelle congrégation, s'appelant les Chanoinesses de la Croix, est officiellement fondée en 1919, après l'autorisation définitive donnée par l'archevêque de Lima.

### Supérieure générale, développement de sa congrégation
Sous l'impulsion de mère Teresa de la Cruz (Thérèse de la Croix), la congrégation se veut à la fois contemplative et apostolique. Elle lui donne l'esprit de la Croix comme base de la vie de la nouvelle congrégation, influant son charisme et ses actions.
Sa communauté se répand dans d'autres paroisses, et dans la ville de Callao en 1922. Les religieuses font également des visites à domicile, organisent des conférences religieuses et commencent à enseigner dans les écoles publiques.
Sa congrégation continue de se développer, et implante dans les années 1940 et 1950 des centres initiant d'autres types d'action pastorale, dans les différentes provinces du Pérou. Les chanoinesses de la Croix créent des résidences universitaires, des collèges, des centres pour la jeunesse. Elles expérimentent ainsi des types d'action pastorale qui se généraliseront plus tard dans l'Église.
Mère Teresa de la Cruz est constamment réélue supérieure générale de l'ordre, jusqu'à sa mort. Elle est réputée pour sa piété et pour sa charité, envers ses religieuses comme envers toutes les personnes qu'elle rencontre par son apostolat.
Elle meurt le 24 août 1953 à Lima, de cause naturelle,.

## Cause de béatification
Le dossier pour la béatification de Teresa de la Cruz Candamo est ouvert au niveau diocésain, puis transmis à Rome, où la partie diocésaine est approuvée. Le dossier est alors de nouveau étudié et analysé à partir de 1980 à Rome par la Congrégation pour la cause des saints et par la commission théologique.
Le résultat étant positif, le pape Benoît XVI autorise le 3 avril 2009 la promulgation du décret reconnaissant les vertus héroïques de Teresa de la Cruz Candamo, ce qui la proclame vénérable localement,. Pour la suite du processus de béatification, il faut la reconnaissance d'un miracle dû à son intercession.